# Lucius Flavius Philostratos
Lucius Flavius Philostratos lebte zur Zeit der Reichskrise des 3. Jahrhunderts und fungierte in den 250er oder 260er Jahren in Athen als Archon.
Er entstammte wohl der bekannten Sophistenfamilie der Philostratoi. Inschriftlich ist für 255/56 oder 262/63 (die Datierung ist nicht ganz sicher) als Archon eponymos Lucius Flavius Philostratus (Loukios Phlabios Philostratos) belegt. Es könnte sich bei ihm um den Sohn oder Enkel des berühmten Flavius Philostratos handeln (der nicht mit dem besagten Archon identisch sein kann). Lucius Flavius Philostratos ist der neueren Forschung zufolge wahrscheinlich identisch mit dem Geschichtsschreiber Philostratos von Athen.